# Marko Škop

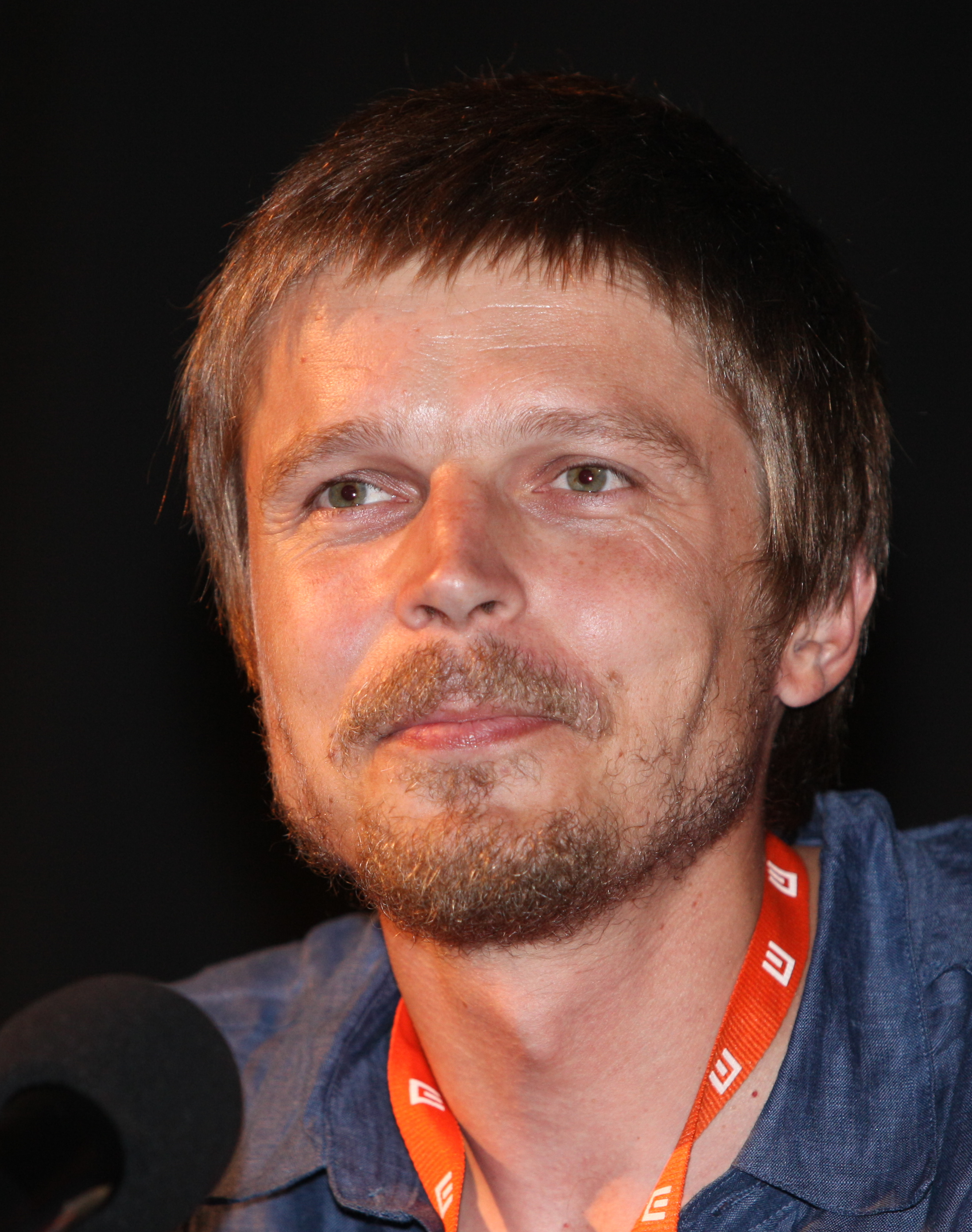
Marko Škop (2009)

Marko Škop (* 25. Juni 1974 in Prešov) ist ein slowakischer Drehbuchautor, Filmregisseur und -produzent.

## Leben
Der 1974 in Prešov geborene Marko Škop erwarb im Jahr 1996 einen Abschluss in Journalismus/Publizistik an der Comenius-Universität, der Akademie für Musik und Dramatische Künste in Bratislava (VŠMU) und 2001 einen Abschluss in Filmregie an der Akademie der darstellenden Künste in Bratislava. Im Jahr 2005 promovierte er in Massenmedien an der Philosophischen Fakultät der Comenius-Universität in Bratislava.
Sein Regiedebüt, der Dokumentarfilm Ine svety, wurde im Juli 2006 beim Internationalen Filmfestival Karlovy Vary vorgestellt, sein Debütspielfilm Eva Nová im September 2015 beim Toronto International Film Festival. Sein zweiter Spielfilm Let There Be Light feierte im Juni 2019 seine Premiere, ebenfalls beim Filmfestival Karlovy Vary, und kam im September 2019 unter dem Titel Nech je svetlo in die slowakischen und am 10. Oktober 2019 unter dem Titel Budiz svetlo in die tschechischen Kinos. Let There Be Light wurde von der Slowakei als Beitrag für die Oscarverleihung 2020 in der Kategorie Bester Internationaler Film eingereicht.
Skop ist Gründer der Firma Artileria in Bratislava.
Seine Ehefrau ist Kroatin. Skop lebt in Zagreb.

## Filmografie
- 2006: Ine svety (Dokumentarfilm)
- 2015: Eva Nová
- 2019: Let There Be Light

## Auszeichnungen (Auswahl)
Filmfestival Cottbus
- 2019: Auszeichnung als Bester Jugendfilm (Let There Be Light)[8]

Finále Plzeň
- 2020: Auszeichnung mit dem Golden Kingfisher (Let There Be Light)[9]

Internationales Filmfestival Karlovy Vary
- 2006: lobende Erwähnung im Dokumentarfilmwettbewerb (Ine svety)
- 2019: Nominierung für den Kristallglobus (Let There Be Light)
- 2019: lobende Erwähnung der Ökumenischen Jury (Let There Be Light)[10]

Toronto International Film Festival
- 2015: Auszeichnung mit dem FIPRESCI-Preis in der Sektion Discovery (Eva Nová)